# Kadrina
Kadrina (německy Sankt Katharinen) je městečko v estonském kraji Lääne-Virumaa, samosprávně patřící do obce Kadrina, jejímž je administrativním centrem.

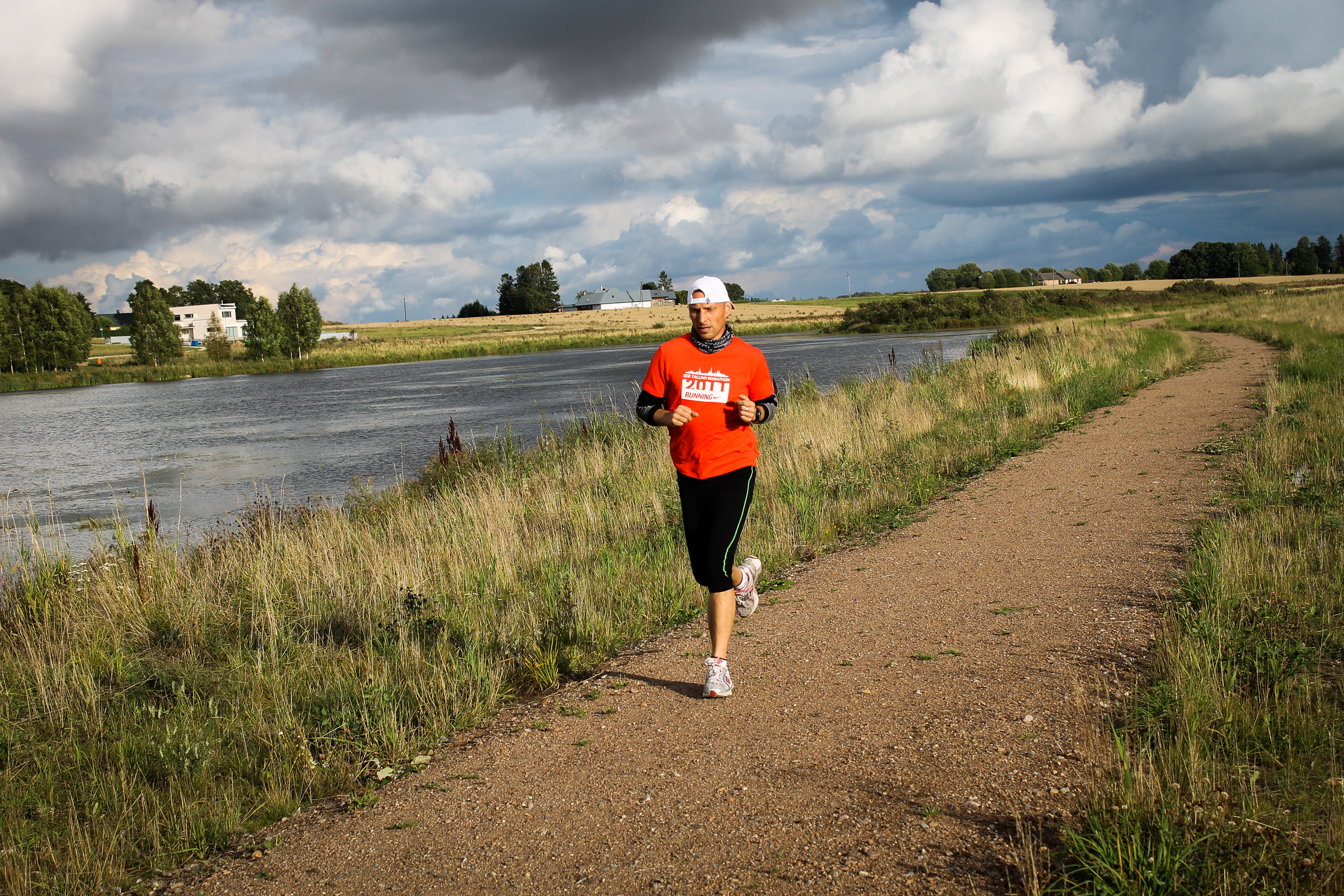
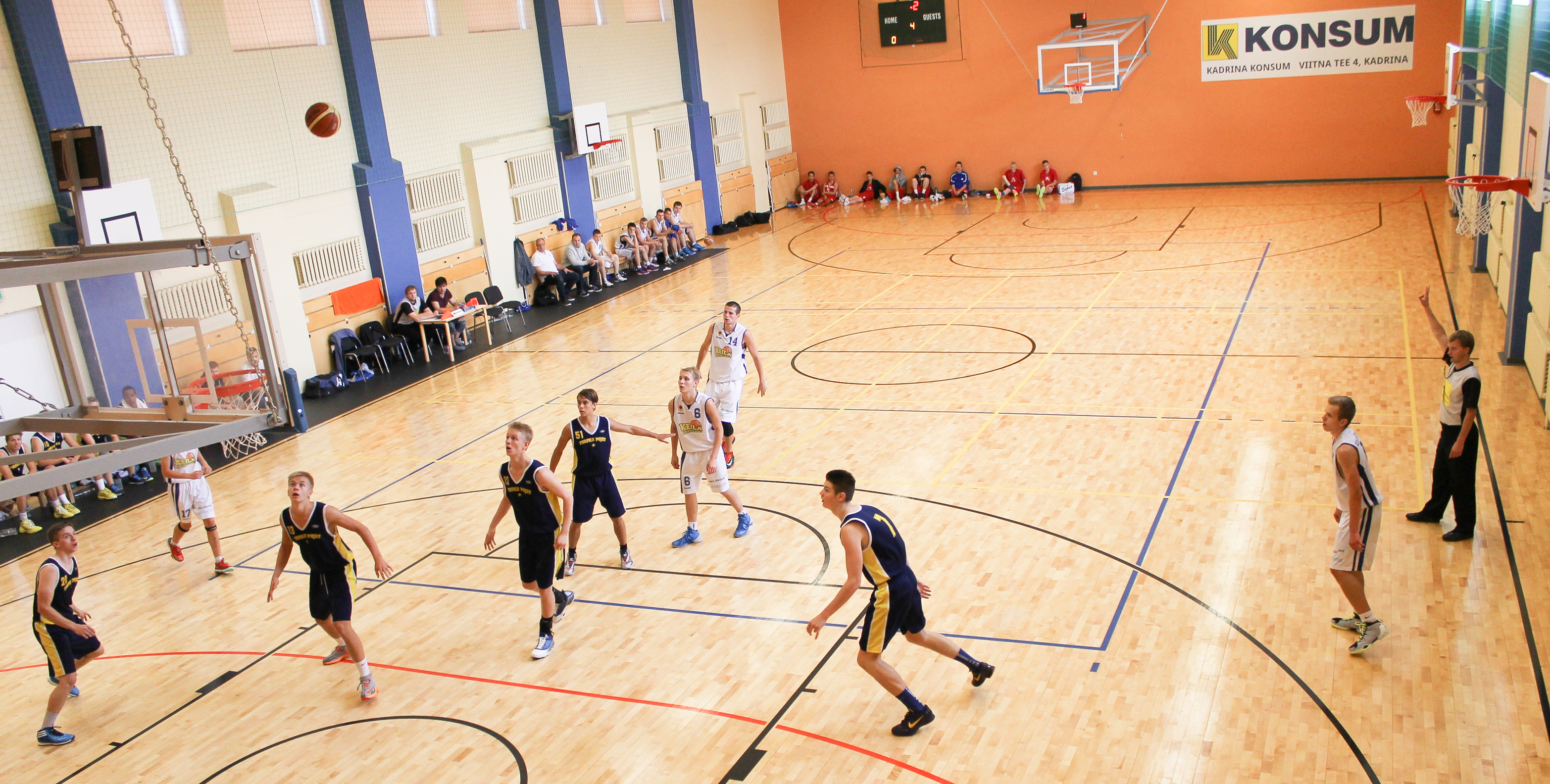
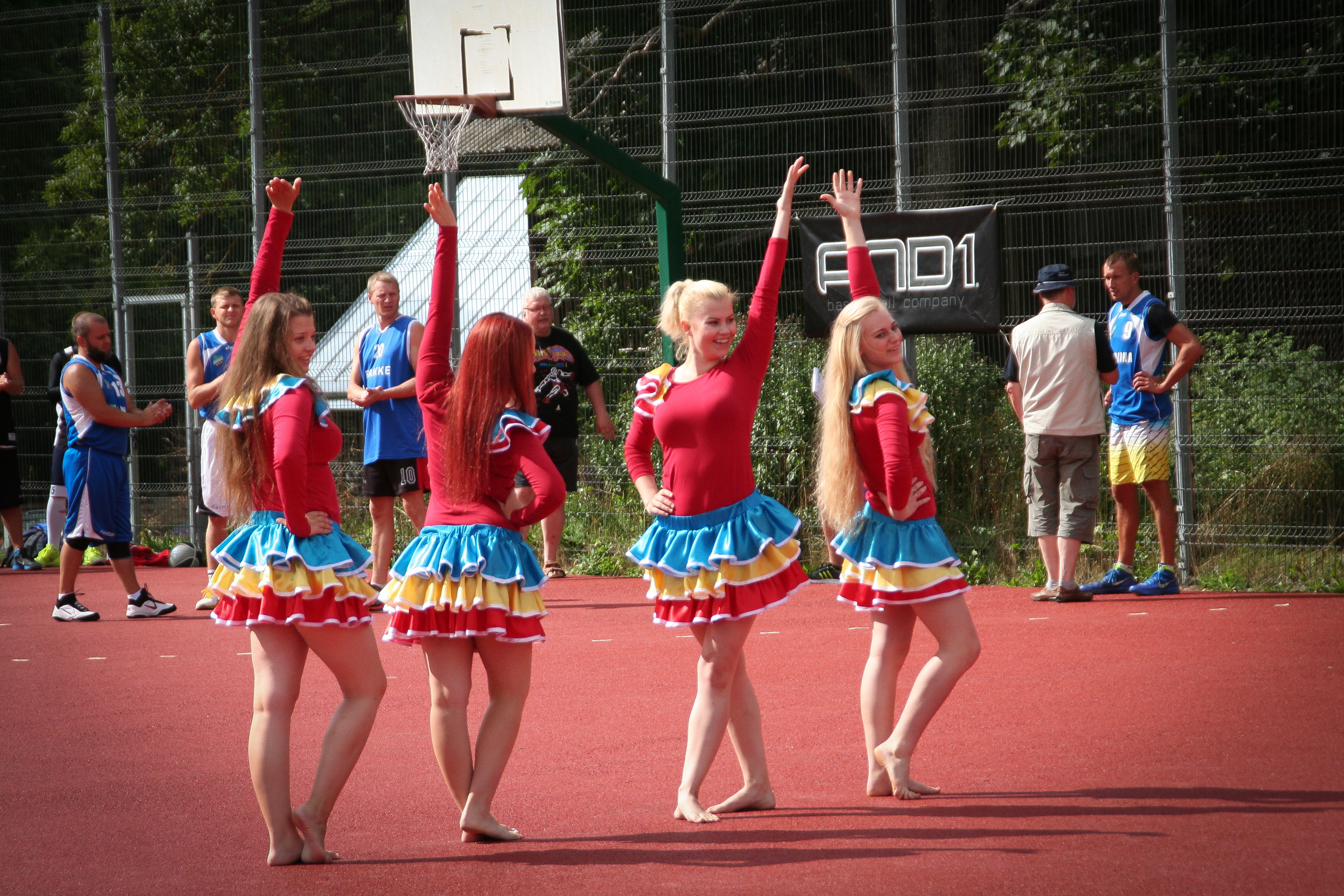
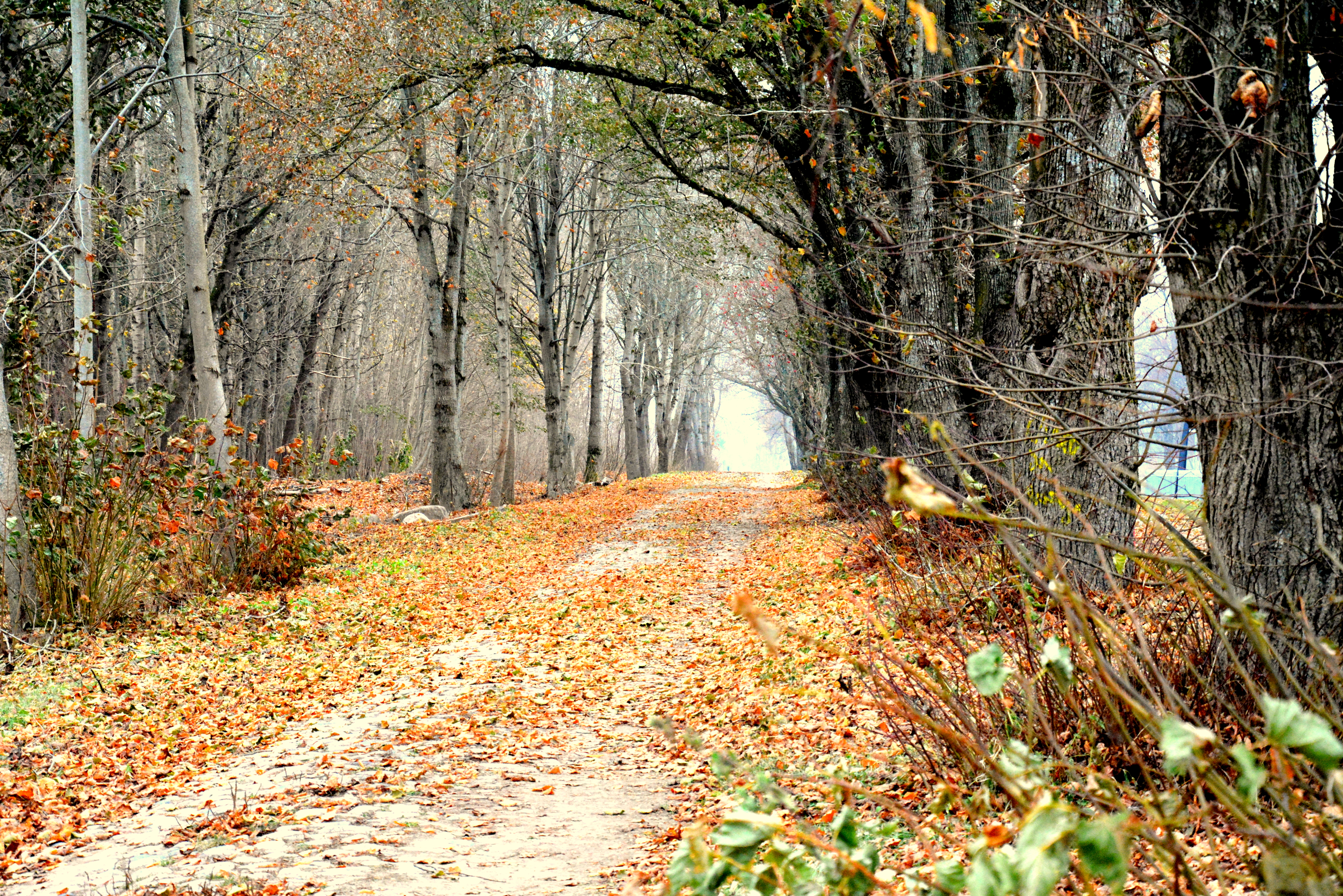
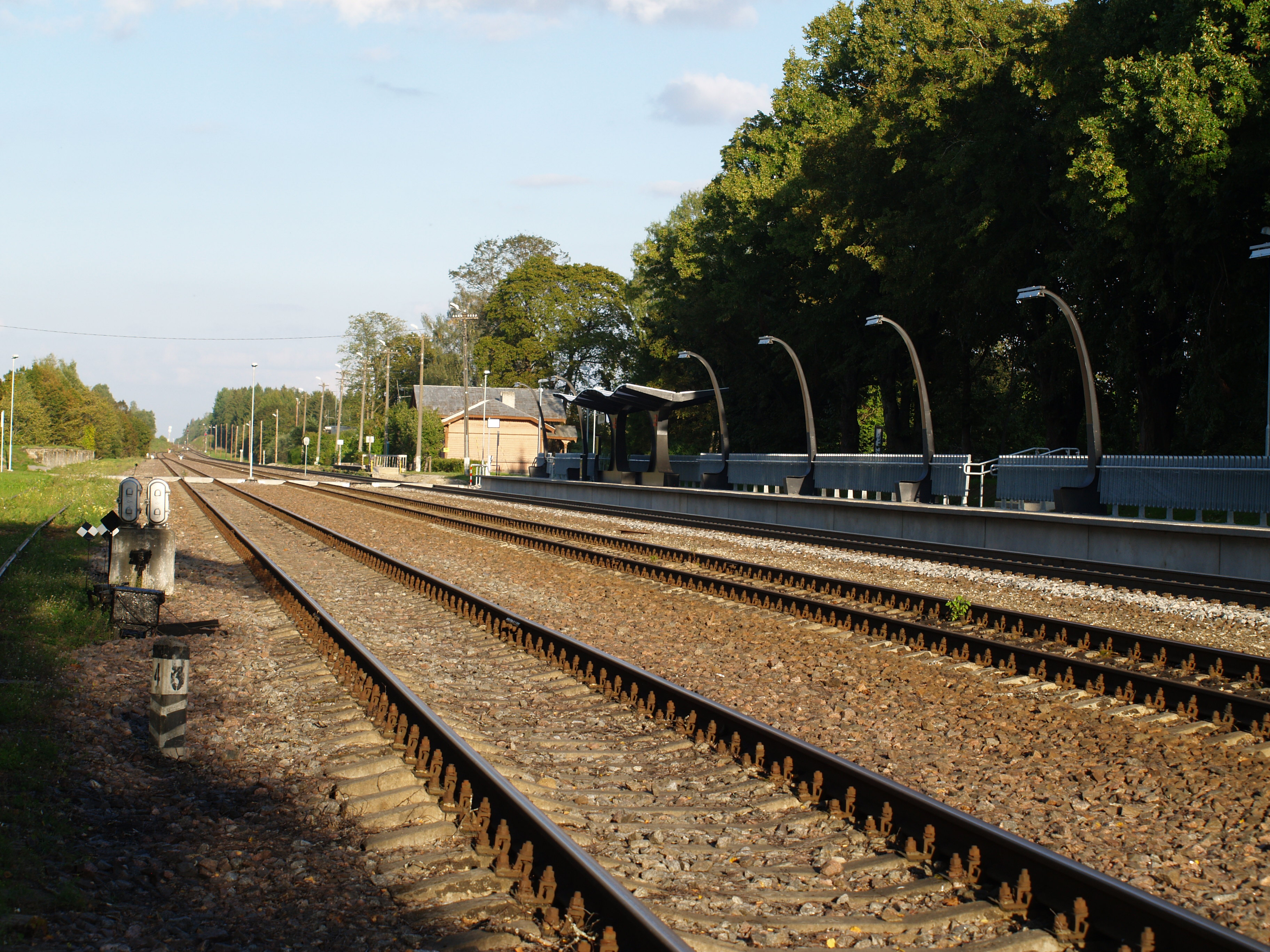
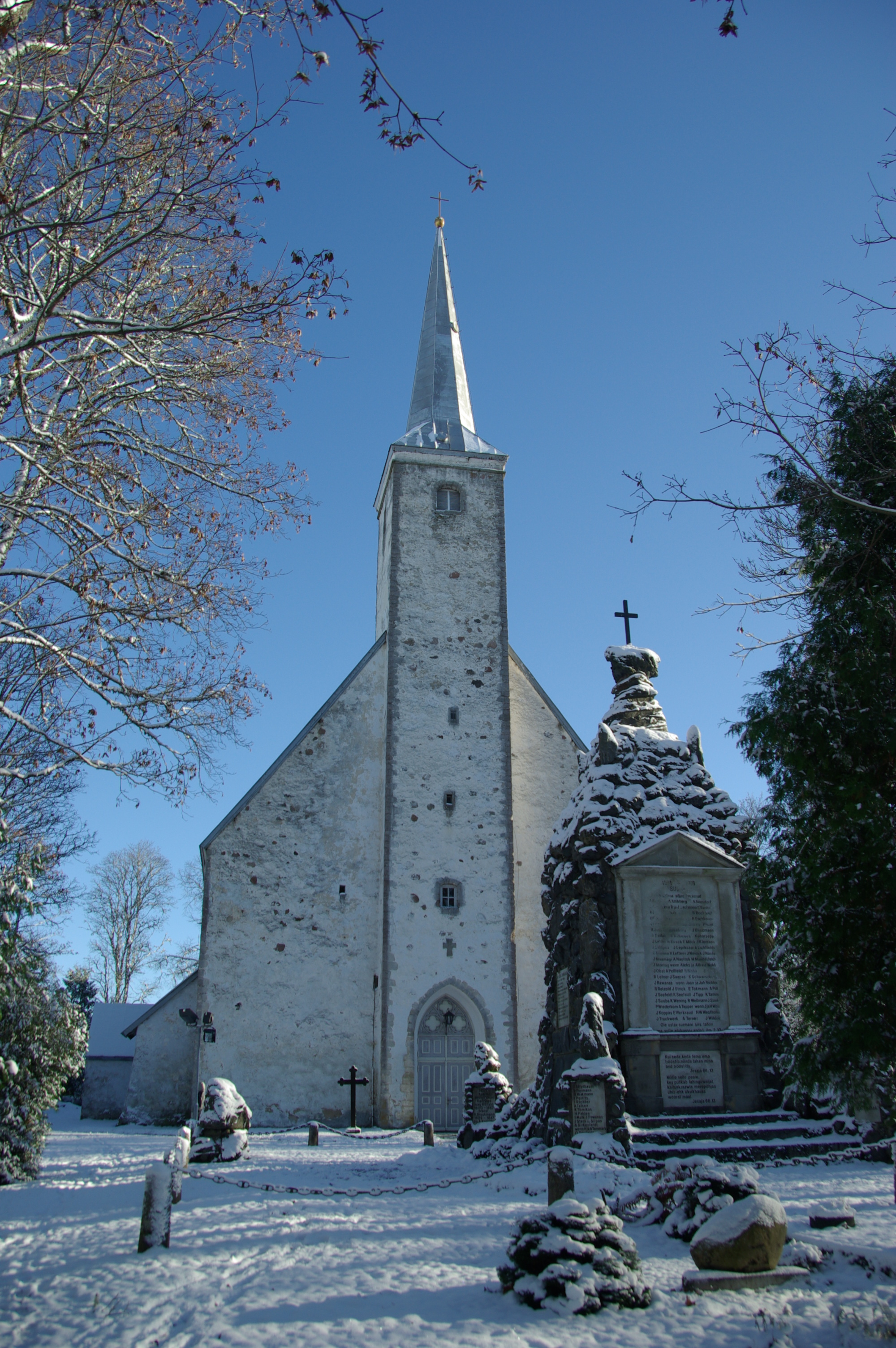
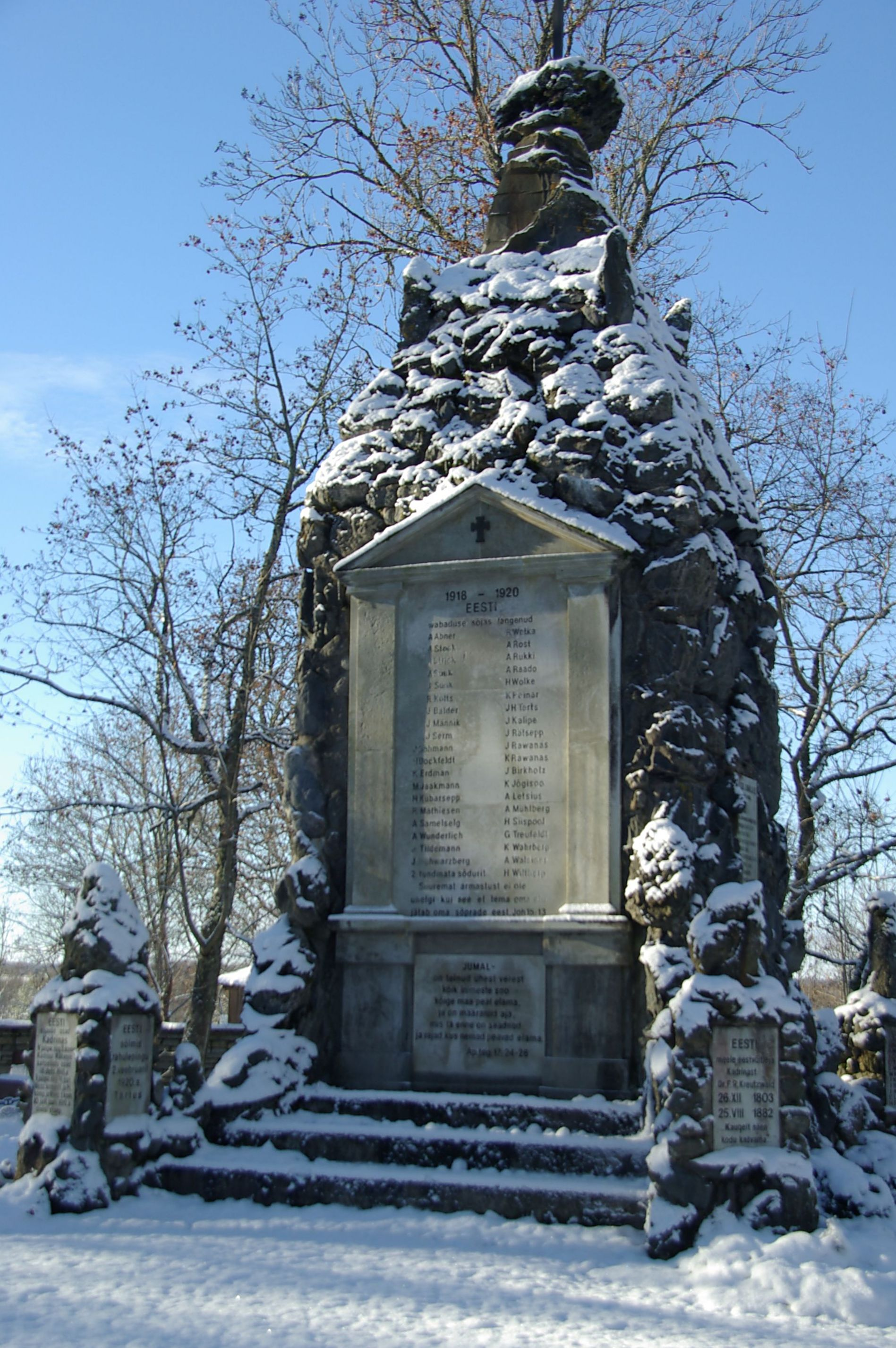